# Бруа-ле-Лу-э-Верфонтен
Бруа́-ле-Лу-э-Верфонте́н (фр. Broye-les-Loups-et-Verfontaine) — коммуна во Франции, находится в регионе Франш-Конте. Департамент — Верхняя Сона. Входит в состав кантона Отре-ле-Гре. Округ коммуны — Везуль.
Код INSEE коммуны — 70100.

## География
Коммуна расположена приблизительно в 280 км к юго-востоку от Парижа, в 55 км северо-западнее Безансона, в 60 км к западу от Везуля.

## Население
Население коммуны на 2010 год составляло 104 человека.
| 1962 | 1968 | 1975 | 1982 | 1990 | 1999 | 2010 |
| ---- | ---- | ---- | ---- | ---- | ---- | ---- |
| 132  | 112  | 101  | 68   | 72   | 83   | 104  |

## Экономика

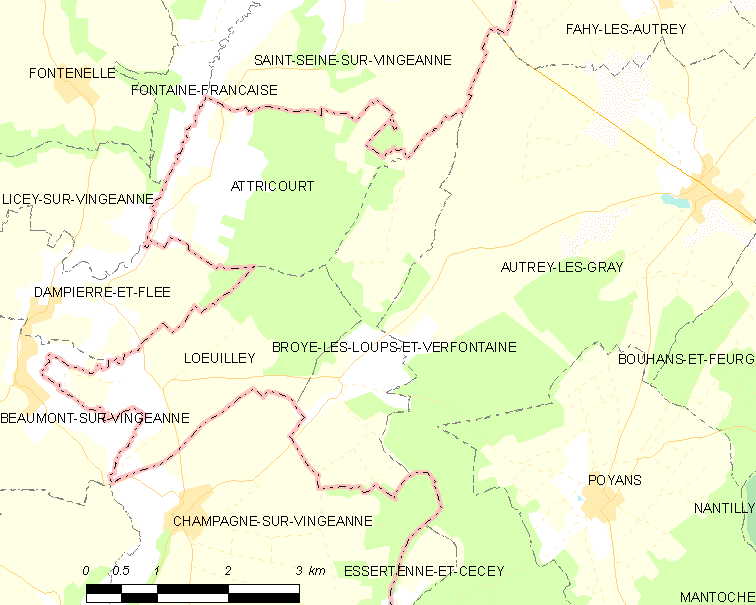
Карта коммуны

В 2010 году среди 68 человек трудоспособного возраста (15—64 лет) 47 были экономически активными, 21 — неактивными (показатель активности — 69,1 %, в 1999 году было 59,5 %). Из 47 активных жителей работали 41 человек (22 мужчины и 19 женщин), безработных было 6 (3 мужчины и 3 женщины). Среди 21 неактивных 12 человек были учениками или студентами, 3 — пенсионерами, 6 были неактивными по другим причинам.